# Rudolf Hundstorfer
Rudolf Hundstorfer (ur. 19 września 1951 w Wiedniu, zm. 20 sierpnia 2019) – austriacki polityk, samorządowiec i działacz związkowy, w latach 2008–2016 minister, kandydat w wyborach prezydenckich.

## Życiorys
Po ukończeniu Hauptschule w 1966 rozpoczął przyuczanie do zawodu urzędnika w urzędzie miejskim Wiednia. W 1976 zdał eksternistycznie egzamin maturalny. Od 1969 pracował jako urzędnik, od 1975 był etatowym działaczem związkowym w Gewerkschaft der Gemeindebediensteten (związku zawodowym skupiającym urzędników, przedstawicieli kultury, sportu, mediów i wolnych zawodów). Stał na czele struktur regionalnych tej organizacji w Wiedniu, a w latach 2003–2007 kierował krajowymi strukturami związku. Jednocześnie działał w centrali związkowej Österreichischer Gewerkschaftsbund, pełnił funkcję jej wiceprzewodniczącego (2003–2006), dyrektora wykonawczego (2006–2007) i przewodniczącego (2007–2008).
Zaangażował się również w działalność polityczną w ramach Socjaldemokratycznej Partii Austrii. Od 1990 do 2007 sprawował mandat radnego Wiednia i stołecznego landtagu, od 1995 był pierwszym wiceprzewodniczącym wiedeńskiej rady miasta.
2 grudnia 2008 objął stanowisko ministra polityki społecznej i spraw konsumentów w pierwszym rządzie Wernera Faymanna. 1 grudnia 2009 dodatkowo został ministrem pracy. W wyborach parlamentarnych w 2013 uzyskał mandat posła do Rady Narodowej XXV kadencji. 16 grudnia 2013 wszedł w skład drugiego gabinetu dotychczasowego premiera, obejmując ten sam resort. Urząd ministra sprawował do 26 stycznia 2016. W tym samym miesiącu został ogłoszony kandydatem socjaldemokratów w wyborach prezydenckich. Przegrał w pierwszej turze głosowania z 24 kwietnia 2016, otrzymując około 11% głosów.
Zmarł 20 sierpnia 2019 podczas urlopu w Chorwacji.